# Nuria Ruiz de Viñaspre
Nuria Ruiz de Viñaspre es una escritora española en lengua española nacida en Logroño La Rioja (1969) y residente en Madrid. Algunas de sus obras han sido traducidas al portugués, al inglés, al francés, al persa y al armenio. Sus libros han sido publicados en España, México y Colombia.
Parte de su obra se puede encontrar en revistas literarias como La Otra, Estación Poesía, Revista de Occidente, Turia, Revista Cultural La Trini (Bolivia), La manzana poética, Texturas, El invisible Anillo, Cuadernos del Lazarillo, Ariadna, Espéculo, Cuadernos del Matemático, Dulce Arsénico, Fábula, así como en otras tantas disponibles en internet. 
Está incluida en el Diccionario de Autores de la Cátedra de Miguel Delibes
Ha participado en festivales nacionales e internacionales, entre los que cabe mencionar el Encuentro de Mujeres de Cereté (Colombia, 2016, 2018 y 2023), el Festival de la Palabra (Venecia, 2017), The Americas Poetry Festival New York (Nueva York, 2017), Festival Internacional de Poesía En el lugar de los Escudos (México, 2021), II Festival Internacional Panhispánico de Poesía (2022), II Festival Internacional de Literatura de Quito (Quito, 2023), 1ª Feria Internacional del Libro de El Alto (Bolivia, 2024) o el Festival Internacional de poesía de Granada (España, 2025).

## Obra literaria
- El mar de los suicidas y otros poemas Huerga y Fierro, 1999 ISBN 978-84-8374-166-5 - 84-8374-166-0
- Desvaríos subterráneos, Editorial Devenir, 2001  ISBN 978-84-86419-67-7 - 84-86419-67-0
- Desvaríos subterráneos, Editorial Globo, 2001 ISBN 84-8101-581-4
- Ahora que el amor se me instala, Editorial CELYA, 2003 prólogo de Eduardo Mendicutti ISBN 978-84-95700-51-3 - 84-95700-51-4
- El campo de tus sueños rojos, versión bilingüe portugués, Editorial AC Mañana es Arte, 2004 ISBN 978-84-95797-03-2 - 84-95797-03-8
- La geometría del vientre prólogo Eduardo Mandicutti. ISBN 978-84-936587-1-7 Eduardo Mendicutti poesía eres tú, 2009
- El pez místico Olifante Ediciones, 2009 ISBN 978-84-85815-84-5
- Tablas de carnicero Luces de Gálibo Editorial, 2010 ISBN 978-84-937302-6-0
- Órbita cementerio Luces de Gálibo Editorial, 2011 ISBN 978-84-15117-08-7
- Tabula rasa junto a la poeta Ana Martín Puigpelat La Garúa Libros, 2013 ISBN 978-84-940575-9-5
- 'Pensatorium La Garúa Libros, 2014 ISBN 978-84-941140-3-8
- 'La zanja Editorial Denes (XII Premio de Poesía César Simón 2915) ISBN 978-84-164730-1-4
- 'El temblor y la ráfaga  Editorial Varasek, 2018, prólogo Luz Pichel. ISBN 978-84-947924-7-2
- 'Células en tránsito Ediciones La Palma, 2018, prólogo Isel Rivero. ISBN 978-84-948771-4-8
- 'Todo se hará público Ediciones Trea, 2019, prólogo Ángeles Mora ISBN 978-84-17767-38-9
- 'Capturaciones OLIFANTE Ediciones, 2020, prólogo Josep M. Rodríguez ISBN 978-84-121535-9-0
- 'Parte meteorológico Planeta Clandestino, 2021, ISBN 978-84-16536-87-0
- 'Las abuelas ciegas XII Premio de poesía Nicolás del Hierro, 2022. Ayyto. de Piedrabuena, 2022, ISBN 978-84-937551-8-8
- 'Las abuelas ciegas prólogo Amalia Iglesias Ediciones Arlequín (México, 2023), ISBN 978-60-786274-2-4
- 'Todo este espacio Algaida Ediciones XX Premio de Poesía José de espronceda 2024 (Madrid, 2024), ISBN 978-84-918994-5-7
- 'Bajo el azul cobalto Nautilus Ediciones (Zaragoza, 2025), ISBN 978-84-102415-8-9
- 'La promesa del sol / Células en tránsito Ediciones Corazón de Mango (Colombia, 2025), ISBN 978-62-896770-8-9

## Otras colaboraciones
- La cité des dames : música y mujeres en la Edad Media Capella de Ministrers Licanus S.L, 2014 ISBN 978-84-616-5451-2
- Temblor de lenguaje Shangrila Ediciones, 2014 ISBN 978-84-941753-5-0
- Marguerite Duras: Movimientos del deseo Shangrila Ediciones, 2014 ISSN 2172-0363
- La supervivencia. Herramientas mínimas Shangrila Ediciones, 2015 ISSN 2172-0363

## Inclusiones en antologías
- De la A a la Z. Diccionario Universal bio-bibliográfico de autoras del siglo XX. Aconcagua Publishing & Kira Edit., 2003
- Me chifla la poesía. Antología poética didáctica para alumnos de la ESO y Bachiller. Editorial CELYA
- Antología La Otra Voz. Poesía femenina 1982-2005, Ediciones 4 de agosto de 2005
- Antología Poesía 2007. La palabra desierta Literaturas.com
- Poesía de la conciencia crítica (1987-2011) Tierra de Nadie Ediciones, 2013 ISBN 978-84-938982-2-9
- "Por donde pasa la poesía" Baile del Sol, 2011 ISBN 978-84-15019-80-8
- "En legítima defensa" Bartleby Ediciones, 2014 ISBN 978-84-92799-71-8
- "Disidentes" La Oveja Roja Ediciones, 2015 ISBN 978-84-16227-04-4
- "(Tras)lucidas" Bartleby Ediciones, 2016 ISBN 978-84-92799-97-8
- "Voix Vives" Huerta y Fierro Ediciones, 2017 ISBN 978-84-947317-2-3
- 'Insumisas, Ediciones Baile del Sol, 2019 ISBN 978-84-17263-62-1
- '¿Y si escribes un haiku?' La Garúa Libros, 2014 ISBN 978-84-948802-1-6
- 'Alejandra Pizarnik y sus múltiples voces' Huso Editorial, 2021 ISBN 978-84-123016-6-3
- 'La casa del poeta' Trampa ediciones, 2021 ISBN 978-84-18469-07-7
- 'Naturaleza poética' La Imprenta, 2021 ISBN 978-84-124713-4-2

## Premios
- XX Premio de poesía José de Espronceda, Ciudad de Almendralejo (2024)
- XXIV Premio nacional de poesía Nicolás del Hierro, Las abuelas ciegas (2022)
- Premio XII Cesár Simón de poesía (2015) con su libro La zanja
- Premio Racimo de Literatura (2014)
- XX Premio Ciudad de Tudela de poesía (2004)